# Municipalità locale di Nongoma
Nongoma è una municipalità locale (in inglese Nongoma Local Municipality) appartenente alla municipalità distrettuale di Zululand della provincia di KwaZulu-Natal in Sudafrica. 
In base al censimento del 2001 la sua popolazione è di 198.443 abitanti.
La sede amministrativa e legislativa è la città di Nongoma e il suo territorio si estende su una superficie di 2.182 km² ed è suddiviso in 19 circoscrizioni elettorali (wards). Il suo codice di distretto è KZN265.

## Geografia fisica

### Confini
La municipalità locale di Nongoma confina a nord con quella di uPhongolo, a est con quelle di Jozini e Big 5 False bay (Umkhanyakude), a sud con il District Management Areas KZDMA27, a sud e a ovest con quella di Ulundi e a ovest con quella di Abaqulusi.

### Città e comuni
- Matheni
- Nongoma
- Thokazi
- Usuthu

### Fiumi
- Bululwana
- Mduna
- Mfolozi
- Mona
- Mpalaza
- Msebe
- Nkunzana
- Ntweni
- Vuna
- Wela